# SkyLink Aviation
SkyLink Aviation Inc., діюча як SkyLink Aviation, — канадська міжнародна авіаційна корпорація, що спеціалізується у галузі управління проектами в авіаційній індустрії, виконання чартерних та кур'єрських перевезень, технічного обслуговування і ремонту повітряних суден, складання польотних розкладів, також у забезпеченні вертолітних перевезень гуманітарних вантажів за програмами Організації Об'єднаних Націй, Червоного Хреста та інших.
Є дочірнім підрозділом холдингу компаній SkyLink Group of Companies Inc.

## Загальні відомості
SkyLink Aviation розпочала свою діяльність 25 років тому з надання послуг вантажних і пасажирських перевезень по всьому світу на широкому спектрі повітряних суден: від вертолітної техніки до найбільших у світі транспортних літаків Ан-124.
Надалі корпорація працювала в транспортному забезпеченні різних миротворчих сил, у перевезенні гуманітарних вантажів (включаючи продовольство і різного роду обладнання), ліквідації наслідків епідемій і великих стихійних лих. При цьому замовниками SkyLink Aviation були і залишаються в даний час такі структури, як Організація Об'єднаних Націй, Всесвітня продовольча програма, Агентство США з міжнародного розвитку, Департамент США у справах імміграції і натуралізації, Міжнародна організація з міграції, Уряд Канади, Міжнародний рух Червоного Хреста і Червоного Півмісяця, Міністерство внутрішніх справ Італії та інших національних урядів та неурядових організацій. Філії корпорації знаходяться в Торонто, Вашингтоні, Лондоні, Москві, Лісабоні, Хартумі, Багдаді, Дубаї і Кабулі.
SkyLink Aviation є повноправним членом Міжнародної вертолітної асоціації (HAI), Канадської вертолітного асоціації (HAC), Канадської асоціації оборонної промисловості (CDIA) і Міжнародної асоціації повітряного транспорту.

## Склад холдингу
Міжнародний холдинг SkyLink Group of Companies Inc.  складають наступні основні компанії:
- SkyLink Aviation;
- SkyLink Express;
- SkyLink Aviation (Німеччина);
- SkyLink Air and Logistics (Італія);
- SkyLink Air & Logistics (США).

## Деякі факти з діяльності
У липні 1993 року спеціально призначена комісія Організації Об'єднаних Націй проводила службову перевірку щодо семи співробітників штаб-квартири ООН. Перевірка проводилась після появи інформації про змову співробітників з корпорацією SkyLink Aviation і подальшої фальсифікації аукціонних торгів на вибір авіакомпанії під пакет контрактів на перевезення вантажів. Кілька місяців потому комісія зробила висновок про бездоказовість звинувачення в корупції і розслідування було припинено.
16 листопада 2001 року Наказом № 2001-A-530 Міністерство транспорту Канади призупинило дію ліцензій експлуатанта з номерами 962378 і 967143 з причини відсутності у SkyLink Aviation договору на страхування польотів, а 28 серпня наступного року Міністерство анулювало обидві ліцензії експлуатанта, за яким корпорація виконувала внутрішні і міжнародні чартерні авіаперевезення.

## Флот
SkyLink Aviation експлуатує такі повітряні судна:
- Ан-12
- Ан-22
- Ан-26 / Ан-32
- Ан-124
- Beechcraft 1900
- Beechcraft King Air 200
- Beechcraft King Air 300
- Bell 206L-1 Long Ranger
- Bell 206B
- Bell 212
- Cessna 208 Caravan
- Cessna 208B Grand Caravan
- Gulfstream III
- Gulfstream IV
- Іл-18
- Іл-62
- Іл-76МД
- Іл-76ТД
- Іл-78
- Іл-86
- Lockheed C-130
- Lockheed L-1011
- Мі-8Т
- Мі-8МТВ
- Мі-10
- Мі-17
- Мі-27ТЦ
- Rombac BAC One-Eleven
- Ту-134
- Як-40